# Bohumil Rameš
Bohumil Rameš (Mělník, 4 de março de 1895 — Mělník, 1974) foi um ciclista olímpico tcheco. Representou a Boêmia nos Jogos Olímpicos de Verão de 1912 e para Tchecoslováquia em 1920.